# Lirceus bidentatus
Lirceus bidentatus és una espècie de crustaci isòpode pertanyent a la família dels asèl·lids.

## Distribució geogràfica
Es troba a Nord-amèrica: Arkansas (els Estats Units).

## Estat de conservació
Les seues principals amenaces són la contaminació i la sedimentació causada per les activitats forestals.